# 바토바비피토비나니구

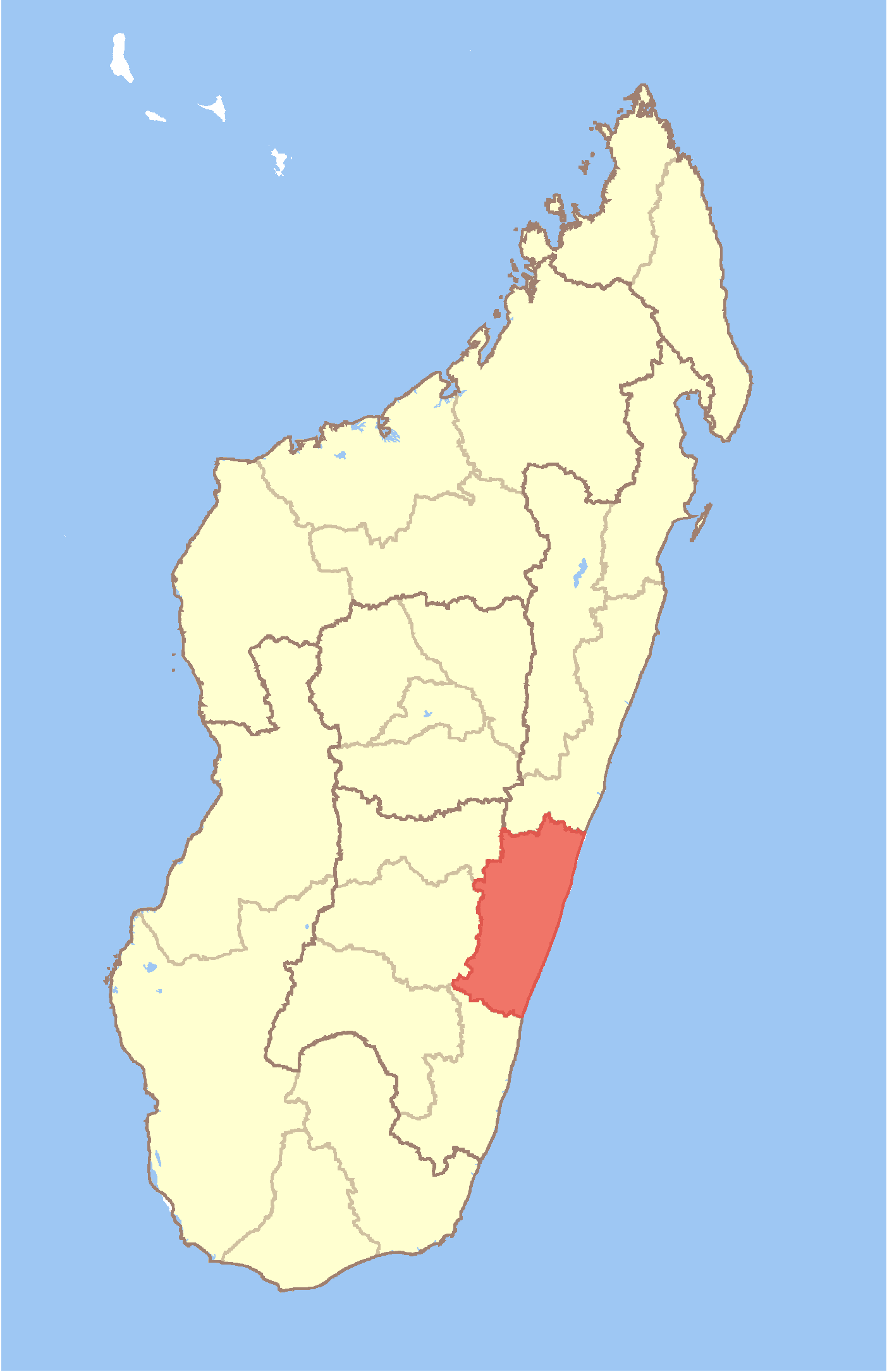
바토바비피토비나니 구의 위치

바토바비피토비나니구(말라가시어: Vatovavy-Fitovinany)는 마다가스카르 남동부에 위치했던 구다. 행정 중심지는 마나카라이며 면적은 19,605km2, 인구는 1,097,700명(2004년 기준)이다. 북쪽으로는 아치나나나 구, 서쪽으로는 아모로니마니아 구와 오트마치아트라 구, 남쪽으로는 아치모아치나나나 구와 접한다. 현재는 바토바비구와 피토비나니구로 분리되었다.